# Hammarö (đô thị)
Đô thị Hammarö (tiếng Thụy Điển: Hammarö kommun) là một đô thị ở hạt Värmland của Thụy Điển. Thủ phủ là thị xã Hammarö. Dân số thời điểm 31 tháng 12 năm 2000 là 14162 người.